# كارلوس ديلغادو
كارلوس ديلغادو (بالإنجليزية: Carlos Delgado)‏ هو لاعب كرة قاعدة أمريكي، ولد في 25 يونيو 1972 في Aguadilla, Puerto Rico ‏ في الولايات المتحدة.

## وصلات خارجية
- كارلوس ديلغادو على موقع دوري كرة القاعدة الرئيسي (الإنجليزية)
- كارلوس ديلغادو على موقعبيزبول رفرنس.كوم (الدوري الرئيسي) (الإنجليزية)
- كارلوس ديلغادو على موقعبيزبول رفرنس.كوم (الدوري الثانوي) (الإنجليزية)
- كارلوس ديلغادو على موقع إي إس بي إن.كوم (أم.أل.بي) (الإنجليزية)
- كارلوس ديلغادو على موقع مشجعي الرسوم البيانية (الإنجليزية)